# Le Thé (Tissot)
Pour les articles homonymes, voir Thé et Thé (homonymie).
Le Thé est une peinture réalisée en 1872 par l'artiste français James Tissot à la peinture à l'huile sur panneau de bois. Le tableau représente une scène dans laquelle une jeune femme réagit à l'annonce du départ d'un capitaine. Le Thé est lui-même une répétition de la partie gauche d'une œuvre plus grande (68,6 × 91,4 cm) de Tissot, Mauvaises Nouvelles. L'œuvre fait partie de la collection du Metropolitan Museum of Art de New York.

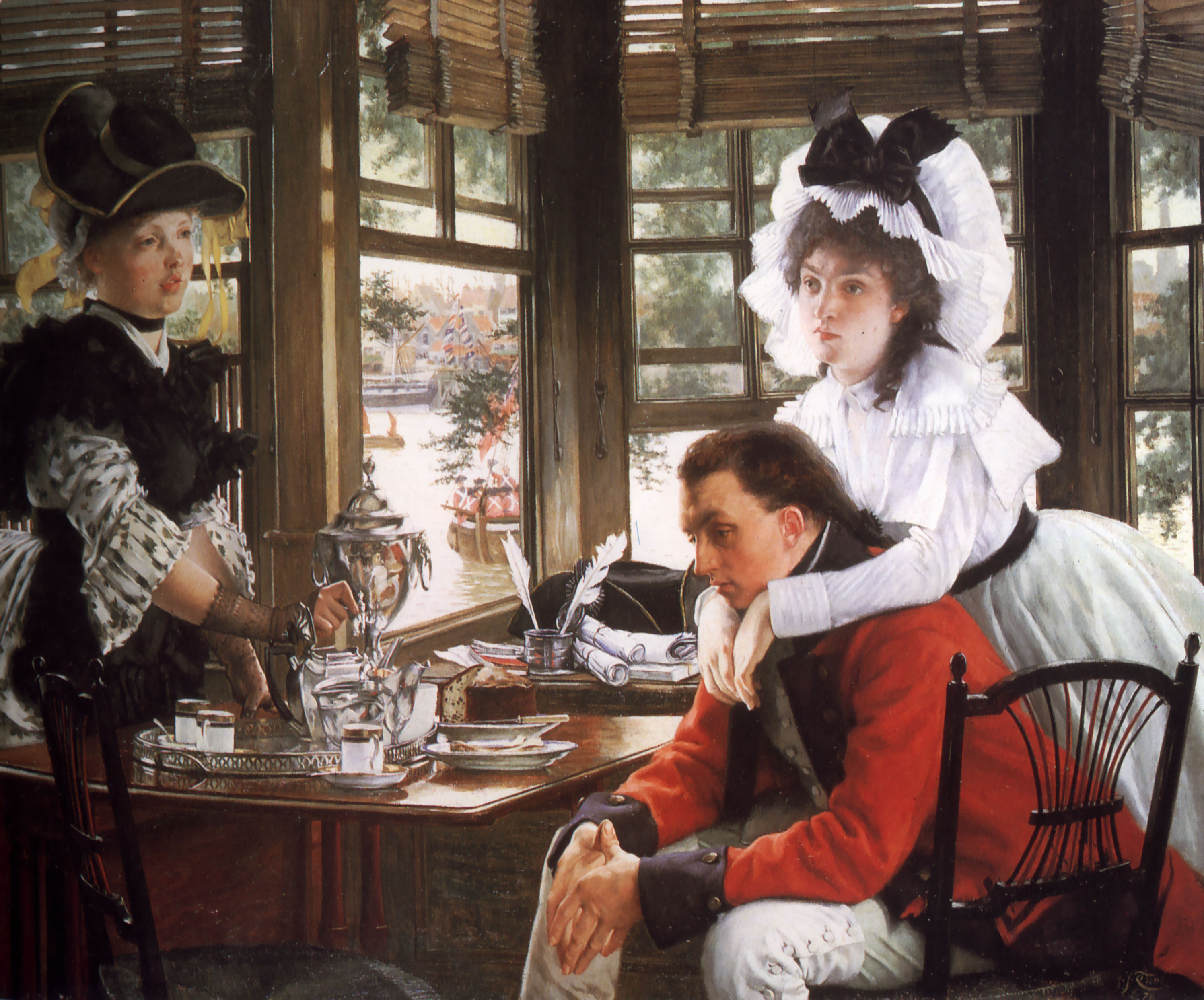
Mauvaises Nouvelles de James Tissot, huile sur toile,.